# فوتبال فیفا ۹۵
فوتبال فیفا ۹۵ (به انگلیسی: FIFA Soccer 95) یک بازی ویدئویی در سبک ورزشی و شبیه‌ساز فوتبال است که دومین شماره از سری بازی‌های فیفا به شمار می‌آید. این بازی برای پیشانه سگا جنسیس منتشر شد.
در این بازی میشد روی بازیکنان حریف به طرز فجیعی خطا کرد و داور را خاموش کرد تا کارت نگیری،هم چنین امکان زدن کد مخفی و ورود لیگ کشورها از امکانات جدید این بازی بود.بطور کلی سری اول بازیهای فیفا جز فراموش نشدنی و ماندگار صنعت مجازی فوتبال هستند.